# Єврейська партія Підкарпатської Русі
Єврейська партія Підкарпатської Русі — єврейська політична партія на території Першої Чехословаччини, точніше в Підкарпатській Русі, яка успішно взяла участь у муніципальних виборах 1923 року. Ідеологічно він об'єднав сіоністські, ультраортодоксальні та поміщицькі групи інтересів.

## Історія
У 1921 році в Підкарпатській Русі почав формуватися політичний спектр. Сіоністи заснували в Підкарпатській Русі Єврейську громадянську партію, пов'язану з рухом Аґудат Ісраель, був представлений Єврейською консервативною партією, а поміщицькі класи були представлені Союзом євреїв-землеробів Підкарпатської Русі, який тяжів до співпраці з чехословацькими аграріями.
Через відчуття зовнішньої загрози з боку антисемітизму та через спільні інтереси у захисті економічних інтересів євреїв, тенденція до співпраці все ще переважала в єврейській громаді цієї країни в цей час. У березні 1923 р. сіоністи й ортодокси об'єдналися, а в серпні 1923 р. на з'їзді в Берегові було створено загальний список кандидатів під назвою «Єврейська партія Підкарпатської Русі» з додаванням Союзу єврейських хліборобів Підкарпатської Русі. Його головними фігурами були Олександр Шпігель для сіоністів, Коломан Вайс для ортодоксів і Емануїл Гутман для аграріїв. Партія подала спільні списки кандидатів і здобула успіх на муніципальних виборах 1923 року в ряді муніципалітетів. У цій країні вона набрала 7700 голосів, а в Мукачевому, наприклад, зайняла 13 місць у міській раді. Тим часом партія досягла прогресу в організаційній стабілізації. Крім трьох президентів, які представляли окремі ідеологічні течії, було обрано президентство у складі ста осіб і створено партійні комісії. Суперечка між ортодоксами та сіоністами щодо використання івриту також, здавалося, була подолана. Кажуть, що Коломан Вайс заявив, що жоден єврей не скаже жодного слова проти єврейських шкіл.
Але тенденція до співпраці не збереглася. Перед додатковими парламентськими виборами в Підкарпатській Русі 1924 р. чехословацькі аграрії почали впливати на євреїв-ортодоксів і землевласників, водночас поновилися ідеологічні суперечки між сіонізмом і більш консервативною концепцією юдаїзму. Крім того, в лавах самих сіоністів виникли розбіжності щодо наповнення списку кандидатів, коли місцевого Олександра Шпігеля змінив празький сіоніст Людвік Зінгер. Через це Єврейська партія Підкарпатської Русі розпалася. Аграрні та православні активісти стали незалежними як Єврейська демократична партія, сіоністський залишок утворився як Єврейська народна партія. Жоден з них не пройшов на виборах. Поділ єврейського електорату в Підкарпатській Русі тоді залишався постійною рисою місцевої політичної ситуації протягом решти Першої Республіки. На парламентських виборах 1925 року тут балотувалися сіоністська Єврейська партія та консервативна Єврейська економічна партія, на провінційних виборах 1928 року єврейська партія мала несіоністського суперника у вигляді Єврейської республіканської партії, яка потім безпосередньо влилася в Чехословацьку аграрну партію на парламентських виборах 1929.